# Richard Savage
Richard Savage (c. 1697 - 1 de agosto de 1743) fue un poeta inglés. Poeta y actor de cierta habilidad, Savage explotó su novelesca filiación como supuesto hijo ilegítimo del conde de Rivers y la condesa de Macclesfield para labrarse una reputación de enfant terrible y polemista. Tras ser condenado por asesinato en 1727 y posteriormente indultado, se hizo famoso, pero su fama duró poco y acabó muriendo en 1743 de complicaciones hepáticas en la prisión de deudores de Bristol. 
Savage es recordado sobre todo por su amistad con Samuel Johnson, y fue el protagonista de su primera gran briografía, La Vida de Savage, publicada originalmente de forma anónima en 1744, y que fue la base para una de las más elaboradas biografías recogidos en las Vidas de los poetas ingleses que Johnson publicaría en 1779.

## Biografía

### Primeros años

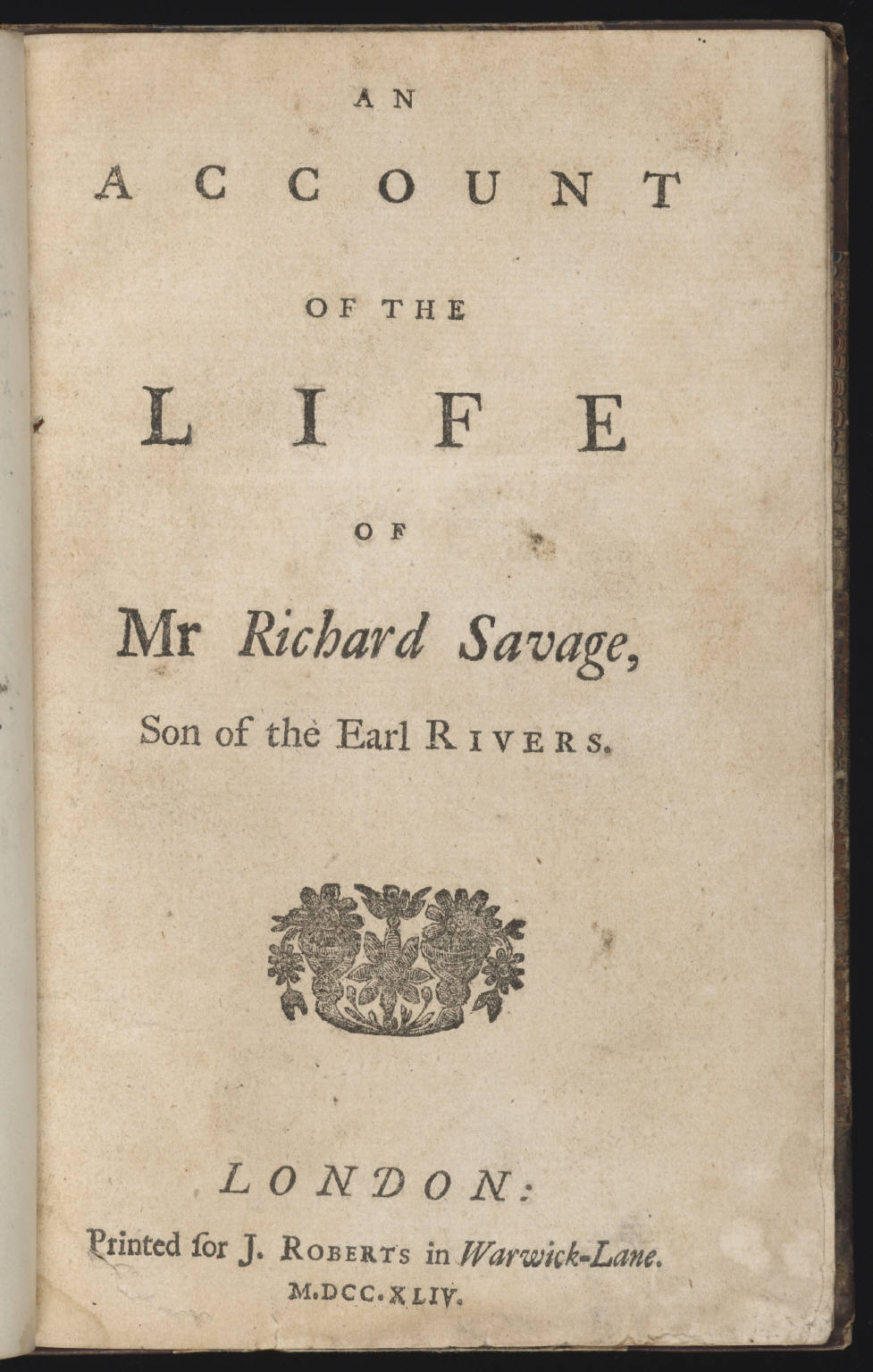
Página del título de Vida del Sr. Richard Savage

Lo poco que se sabe sobre los primeros años de la vida de Richard Savage proviene principalmente de la Vida de Savage de Johnson. Sin embargo, esta información no es del todo fiable, ya que Johnson no investigó a fondo el pasado de Savage. Johnson se basó casi exclusivamente en libros, papeles y revistas que el editor Edward Cave obtuvo para él de los archivos de The Gentleman's Magazine.
En 1698 Charles Gerard, 2º conde de Macclesfield, obtuvo el divorcio de su esposa, Anne, hija de Sir Richard Mason. El divorcio se produjo debido a la infidelidad de Lady Macclesfield, quien habría tenido dos hijos ilegítimos con Richard Savage, 4º conde Rivers. El segundo de estos hijos nació en Fox Court, Holborn, el 16 de enero de 1697, y fue bautizado dos días después en la parroquia de St Andrew en Holborn, como Richard Smith. Seis meses después, el niño fue puesto a cargo de la nodriza Anne Portlock en Covent Garden. No se sabe nada más de él, pero Savage afirmó más tarde que era este niño. Declaró que había sido cuidado por Lady Mason, su abuela, que lo había enviado a una escuela cerca de St Albans, y por su madrina, una tal señora Lloyd. Dijo que su madre, que se había vuelto a casar con el coronel Henry Brett, lo había perseguido con implacable hostilidad: habría impedido que el conde de Rivers le dejara 6.000 libras esterlinas de herencia, había intentado que lo secuestraran a las Indias Occidentales y luego lo puso de aprendiz de zapatero en Holborn. Savage afirmó haber descubierto su verdadera identidad en 1714, luego de leer unas cartas de la señora Lloyd. La primera aparición registrada de su nombre se remonta a 1715, cuando se identificó como "Mr. Savage, hijo natural del difunto conde Rivers" tras ser arrestado por poseer un panfleto político censurado. Siguió utilizando este nombre después y dio más detalles de su filiación en el Registro Poético de Jacob.

### Carrera temprana
La primera obra conocida de Savage fue un poema en el que satirizaba al obispo Hoadly, titulado La convocatoria, o la batalla de los panfletos (1717), que luego intentó suprimir. Adaptó de una comedia española, El amor con velo, (actuado en 1718, impreso en 1719), que le valió la amistad de Sir Richard Steele, que se convirtió en su primer patrón, y de Robert Wilks. Con Steele, sin embargo, pronto se peleó. En 1723 interpretó sin éxito el papel principal de su tragedia, Sir Thomas Overbury (1723), que sin embargo le proporcionó una considerable notoriedad.
Para entonces, la historia de Savage ya era conocida entre los círculos literarios, y apareció ligeramente disfrazado en la novela de Eliza Haywood Memorias de cierta isla adyacente al reino de Utopía (1725). Haywood, actriz y novelista de gran éxito cuyas obras eran a menudo motivo de escándalo, mantuvo supuestamente una relación romántica con Savage, con quien se rumoreaba que había tenido un hijo. Savage participó activamente con Haywood en la propensión a la sátira de la época y la elogió en varias obras, como su poema prefacio para Love in Excess de Haywood. Ambos se pelearon más tarde, y Savage la satirizó en términos mordaces en Autores de la ciudad (1725) y en Una autora que hay que dejar (1730), en la que se refirió a ella como una "dama echada a perder" que "escribe escándalos en romance." Haywood también fue ridiculizada como nada más que una prostituta literaria en la obra de Alexander Pope The Dunciad, para la que Savage fue una de las principales fuentes de chismes sobre los "garrulos" de Grub Street retratados en la sátira.
En 1724 Savage fue publicado por el escritor Aaron Hill, pasando así a formar parte de un círculo conocido como el "Grupo Hillariano", que incluía a varios jóvenes poetas como John Dyer y James Thomson. Hill promocionaba su trabajo en la revista quincenal The Plain Dealer. La relación de Savage con Hill, que se desarrolló a lo largo de diez años, resultó decisiva para proporcionarle los contactos más importantes de su carrera y, sobre todo, para poner en marcha una persistente campaña dedicada a que su supuesta madre, Anne Brett, lo reconociera como hijo y le pasara una pensión.
Los Miscellaneous Poems de Savage se publicaron por suscripción en 1726. Savage expuso abiertamente la historia de su nacimiento en el Prefacio, e hizo repetidas referencias oblicuas a su madre y a su condición de genio abandonado en muchos de los poemas. Se dice que la Anne Brett le pagó dinero para que suprimiera los Poemas, ya fuera para calmarlo o para silenciarlo.

### Juicio de 1727
La noche del 20 de noviembre de 1727, Savage se encontró con dos conocidos, James Gregory y William Merchant. Después de quedarse bebiendo hasta pasada la medianoche, pidieron una habitación en el Café de Robinson, cerca de Charing Cross. Merchant, no contento con que le dijeran que esperara a que se fuera un grupo de invitados, inició una pelea en la que Savage, en medio del caos, aparentemente apuñaló e hirió mortalmente a un tal James Sinclair, además de herir a una criada. Al día siguiente, los tres fueron internados en la prisión de Newgate, donde se aseguró que serían acusados de homicidio involuntario, ya que no hubo premeditación en la muerte de Sinclair. Sin embargo, el 6 de diciembre, cuando comparecieron ante el tribunal de Old Bailey, fueron acusados de asesinato. Los amigos de Sinclair y los empleados de la cafetería Robinson, además, se mostraron implacables en su testimonio para la acusación. Un tal señor Nuttal, aunque no había visto a Savage infligir la herida, sugirió que Sinclair ya se había rendido cuando Savage le atacó, mientras que el señor Limery, otro de los amigos de Sinclair, vio a Savage atacar físicamente pero informó de que Sinclair aún tenía su espada en la mano. Otras declaraciones de Nuttal y Jane Leader, una empleada de Robinson's, establecieron claramente que en sus últimas palabras moribundas Sinclair identificó explícitamente a Savage como el hombre que le apuñaló. La defensa, por su parte, trató de establecer la inocencia de Savage haciendo hincapié en la mala reputación del Café de Robinson, alegando que Savage actuó en defensa propia, e insistiendo en la confianza y la considerable posición social del acusado. El juez, Francis Page, no se dejó impresionar por sus intentos, y en un discurso lleno de comentarios sarcásticos dejó claro al jurado el veredicto que esperaba ver emitido. Al final de un juicio excepcionalmente largo que duró ocho horas, el jurado declaró a Savage y Gregory culpables de asesinato, y a Merchant de homicidio involuntario.
Los amigos y conocidos de Savage y Merchant solicitaron a la Corona un indulto, algo habitual tras una sentencia de muerte. Entre ellos no se encontraba la madre de Savage, que no sólo mantuvo su hostilidad de toda la vida hacia su supuesto hijo, sino que además relató un incidente anterior en el que Savage había irrumpido en su casa en uno de sus repetidos intentos de reconciliación y, según ella, había intentado asesinarla. El poeta y dramaturgo Charles Beckingham escribió un panfleto defensivo titulado La vida del Sr. Richard Savage, e incluso Lord Tyrconnel, el propio sobrino de la Sra. Brett, solicitó al rey Jorge II de Gran Bretaña y a la reina el indulto. Savage se libró finalmente de la pena de muerte gracias a la intercesión de la condesa de Hertford, que apeló a la reina Carolina.

### Fama y declive posterior
| Esta obra fue siempre considerada por él mismo como su obra maestra, y Mr. Pope, cuando le preguntaron su opinión sobre ella, le dijo que la había leído una vez, y que no le había disgustado, que le había dado más placer en la segunda lectura, y que le había encantado aún más en la tercera. Se ha objetado generalmente al Vagabundo que la disposición de las partes es irregular, que el diseño es oscuro, y el plan perplejo, que las imágenes, aunque hermosas, se suceden sin orden [...]. Esta crítica es universal, y por lo tanto es razonable creerla al menos en gran medida justa; pero el Sr. Savage siempre fue de una opinión contraria; pensó que su deriva sólo podía ser errada por negligencia o estupidez, y que todo el Plan era regular, y las Partes distintas.—Savage sobre la crítica de The Rambler |

La condena de Savage por asesinato y el posterior indulto le granjearon una considerable fama, y su historia fue publicada por los libreros en numerosos pangletos, y discutida en salones y cafés junto con el comportamiento de la señora Brett. Su nueva fama le llevó a publicar en 1728 un poema confesional titulado The Bastard, en el que mencionaba explícitamente a la señora Brett, su juicio y el indulto de la reina, y desechaba su anterior imagen de "pobre poeta" en favor de una celebración de su propio genio. En 1729 Savage publicó El vagabundo, quizá su obra más conocida hasta la fecha, un largo poema narrativo que mostraba la influencia de James Thomson. El propio Savage consideraba el poema como su obra maestra.
El giro de la fortuna de Savage fue también el resultado de una renovada campaña contra su madre, que en 1729 le concedió una pensión fija de la considerable cantidad de 200 libras anuales. Al parecer, Savage la obtuvo a través de repetidas extorsiones, ya que Johnson cuenta que "amenazó con acosarla [a la señora Brett] con calumnias, y con publicar una copiosa narración de su conducta, a menos que ella consintiera en comprar una exención de la infamia, concediéndole una pensión." Gracias a esta pensión, Savage rozaba ahora la opulencia, junto con un apartamento en Arlington Street, y suministros gratuitos de vino y libros, todo ello a cargo de Lord Tyrconnel.
Paradójicamente, en el apogeo de su fama popular, Savage estaba obligado por su trato con la señora Brett y lord Tyrconnel a permanecer en silencio como poeta hasta 1735, excepto por un inusual acuerdo con la reina Carolina para convertirse en poeta "Laureado" que le concedió a partir de 1732 una pensión adicional de 50 libras anuales hasta la muerte de la reina. El acuerdo con lord Tyrconnel también parecía obligar a Savage a desechar su anterior afición al escándalo para convertirse en un miembro respetable de la sociedad, tal como lo era su nuevo mecenas. La relación entre ambos parecía basarse realmente en la simpatía y la admiración de Tyrconnel por Savage como poeta, y fue el propio Tyrconnel quien lo promovió ante la reina como candidato al galardón. La inactividad literaria de Savage (sólo interrumpida por sus ocasionales poemas a la reina y a Robert Walpole, al que trató de ganar sin éxito como mecenas) pareció finalmente irritar a lord Tyrconnel, y en 1735 su relación se había deteriorado hasta el punto de que lord Tyrconnel le prohibió seguir viviendo en su apartamento de Arlington Street y dejó de proporcionarle su pensión. Reducido ya a la pobreza, Savage se convirtió en blanco frecuente de un número creciente de sátiras y ataques, pero comenzó a escribir de nuevo para Cave de The Gentleman's Magazine.

### Amistad con Samuel Johnson y últimos años

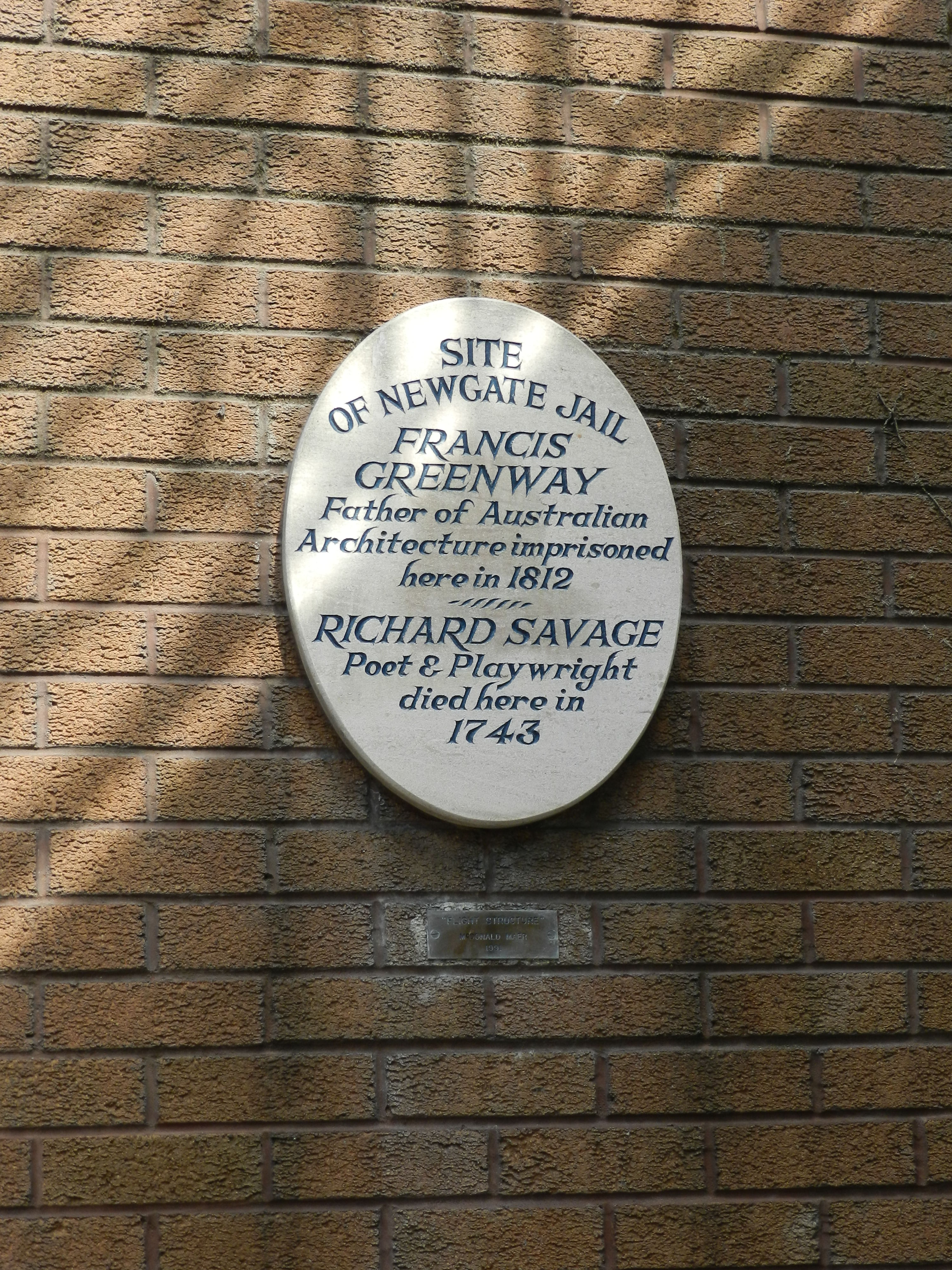
Plaque en la pared del antiguo emplazamiento de Bristol Prisión de Newgate

No está claro cuándo Savage entabló amistad con el escritor Samuel Johnson, pero parece que ocurrió en los últimos años de la década de 1730. Tampoco está claro cómo comenzó su amistad, pero Johnson relata haber acompañado a menudo a Savage en sus paseos nocturnos por Londres, donde fue testigo de la pobreza del poeta y de sus frecuentes humillaciones en público. Estos encuentros proporcionaron gran parte del material para la Vida de Savage. Johnson estaba fascinado por la independencia y el espíritu de protesta e indignación del carácter de Savage. También era consciente de la inestabilidad mental que impedía a Savage tomar el control positivo de su vida. Hasta el día de hoy, la naturaleza de esta relación entre los dos hombres ha sido objeto de debate académico, habiéndose sugerido incluso la existencia de posibles elementos homosexuales.
Mientras tanto, la situación financiera de Savage empeoró hasta el punto de no tener prácticamente ningún ingreso. Para salvarlo de la pobreza, su viejo amigo Alexander Pope lanzó una campaña en la que participaron varios de sus conocidos filantrópicos, como Ralph Allen, James Thomson y David Mallet. El objetivo era enviar a Savage a Gales, donde podría vivir con una asignación anual de 50 libras. Pope también trató de presionar a Savage para que escribiera una carta a Sir William Leman, el marido de la hija legítima de la señora Brett, rogándole que interviniera en su favor ante Lord Tyrconnel. Savage se negó rotundamente, decisión que fue aplaudida por Johnson, ya que consideraba que el plan de enviar a Savage a Gales equivalía al exilio.
Savage acabó abandonando Londres en julio de 1739, rompiendo así su amistad con Johnson, con quien se había convertido en un estrecho aliado literario. Al gastar toda su asignación en cuanto la recibió, Savage se alejó rápidamente de todos sus benefactores, excepto de Pope. Durante su estancia en Gales, Savage vivió en Swansea, y después en Inglaterra, en Bristol, donde completó una nueva versión de Sir Thomas Overbury. Acosado por los acreedores y abandonado por sus amigos, Savage volvió a una existencia nocturna.
En la noche del 10 de enero de 1743, Savage fue arrestado por una deuda de ocho libras y confinado en la sección de deudores de la prisión Newgate de Bristol. Murió allí el 1 de agosto de 1743, probablemente por una insuficiencia hepática provocada por la bebida.

## Parentesco
La filiación de Savage, si bien es objeto de cierta controversia, es fundamental para su leyenda. Además de la historia relatada por Johnson, un relato romántico sobre el origen y los primeros años de vida de Savage para el que él mismo suministró el material, dicha historia también apareció en el Poetical Register de Jacob en 1719. A pesar de las insistentes afirmaciones de Savage de que la señora Brett era su madre, ésta nunca lo reconoció como tal. Afirmó que los dos hijos que tuvo con el conde de Rivers murieron poco después de nacer, y que el niño fue enterrado en la iglesia de St Paul's, Covent Garden, con el nombre de Richard Portlock. Las afirmaciones de Lady Macclesfield, sin embargo, no son incontrovertibles, en primer lugar porque el niño enterrado como Richard Portlock pudo haber sido hijo de la enfermera Ann Portlock (que la señora Brett declaró que había puesto el nombre al bebé); en segundo lugar, por la pensión anual de 200 libras que Savage empezó a recibir en 1729 por parte de Lord Tyrconnel que, al ser sobrino de la señora Brett, parecía reconocerlo en cierta medida.
Las declaraciones de Savage sobre su filiación, por otra parte, no fueron corroboradas por las declaraciones de los testigos en el caso de divorcio de Macclesfield, y la señora Brett siempre mantuvo que era un impostor. Se equivocó en la fecha de su nacimiento y, además, la madrina del hijo de Lady Macclesfield era Dorothy Ousley, no la señora Lloyd. No hay nada que demuestre que Brett fuera la mujer cruel y vengativa que él describe. Las discrepancias en el relato de Savage hicieron sospechar a James Boswell, pero el asunto fue investigado a fondo por primera vez por William Moy Thomas, quien publicó los resultados de su investigación en Notes and Queries. Sin embargo, Clarence Tracy, en su seminal biografía The Artificial Bastard sí dio validez a las afirmaciones de Savage. En El Dr. Johnson y el Sr. Savage, de Richard Holme, aunque no está completamente de acuerdo, no descartó la parcialidad de Tracy.
Savage fue también el tema de la obra de teatro Richard Savage de J. M. Barrie y H. B. Marriott Watson. Se estrenó en el Criterion Theatre de Londres en 1891, pero fue criticada y sólo se representó una vez. El Savage Club de Londres lleva su nombre.

## Obras notables

### Obras teatrales
- El amor en un velo (1718)
- Sir Thomas Overbury (1723)

### Poesía
- La convocatoria, o la batalla de los panfletos (1717)
- El Bastardo (1728)
- El vagabundo (1729)
- Un autor que hay que dejar (1730)

#### Ediciones recopiladas
- The Poetical Works of Richard Savage (1962) ed. por Clarence Tracy